# Cleistocactus inquisivensis
Cleistocactus inquisivensis es una especie de planta suculenta perteneciente al género Cleistocactus, dentro de la familia Cactaceae. Es endémica del oeste y centro de Bolivia (concretamente en el departamento boliviano de La Paz).

## Descripción
Cleistocactus inquisivensis es una especie de cactus columnar de porte arbóreo o arbustivo. Es ramificado y alcanza alturas de 4 a 5 m. Sus tallos tienen la epidermis de color verde oscuro y alcanzan diámetros de 6 a 7 cm. 
Presentan de 6 a 10 costillas rectas muy romas, que miden hasta 1 cm de alto y 1,5 cm de ancho. Sobre ellas se asientan areolas que tienen de 4 a 12 espinas que no pueden distinguirse en espinas centrales y radiales. Tienen forma de aguja, son de color marrón a gris y miden de 1,5 a 3 cm de largo.
Las flores son blancas, estrechas y tienen forma de campana. Son ligeramente zigomorfas y aparecen en grupos de 5 a 8 a la vez cerca de la punta de los tallos. Se abren durante el día y la noche y miden de 5 a 6 cm de largo.
Los frutos miden de 2 a 2,8 cm de largo y contienen semillas pequeñas de color negro brillante. Son ampliamente ovaladas, ligeramente aquilladas y miden 0,9 mm de largo y 0,7 mm de ancho.

## Distribución y hábitat
El área de distribución nativa de esta especie es el oeste y centro de Bolivia (concretamente en el departamento boliviano de La Paz) y crece principalmente en biomas desérticos o de matorral seco, a elevaciones de 1000 a 2300 metros sobre el nivel del mar.

## Taxonomía
La primera descripción de esta especie fue como Samaipaticereus inquisivensis, publicada en 1957 por el botánico boliviano Martín Cárdenas Hermosa en la revista científica Cactus (Paris) 57: 246.
Posteriormente, el botánico británico Nigel Paul Taylor colocó la especie en el género Cleistocactus, pasando a llamarse Cleistocactus inquisivensis y anotando estos cambios en la revista científica Annals of Botany. Oxford 132: 1001 en el año 2023.
Etimología
- Cleistocactus: nombre genérico que deriva de la combinación de la palabra griega kleistos (que significa cerrado), y cactus (término latino que alude a las plantas del género Cactaceae), haciendo referencias a que son "cactus con flores cerradas", ya que en algunas especies apenas se abren y parecen estar cerradas.
- inquisivensis: epíteto geográfico que hace referencia a la localidad boliviana Inquisivi, lugar donde habita la especie.[4]

## Estado de conservación
En la Lista Roja de Especies Amenazadas de la UICN, la especie está clasificada como de “Preocupación Menor (LC)” y no se conocen amenazas importantes para la conservación de esta especie.

## Usos
Se cultiva principalmente como planta ornamental y su propagación se realiza a través de esquejes o semillas.